# Тамбтзен, Татьяна
Татьяна Тамбтзен (англ. Tatiana Thumbtzen, наст. имя Стефани Ивонн Тамбтзен, Stephanie Yvonne Thumbtzen; род. 22 апреля 1960, Клируотер) — американская актриса, модель и танцовщица.

## Начало карьеры
Стефани Тамбтзен родилась в апреле 1960 года в семье О’Кейна и Эвелин Тамбтзен в городе Клируотер, штат Флорида. С девяти лет начала заниматься балетом, в раннем подростковом возрасте переехала в Нью-Йорк, где она продолжила изучать искусство балета в школе американского балета, готовящей кадры для труппы Джорджа Баланчина «New York City Ballet». Появившись на развороте журнала Modern Bride в костюме балерины, она сделала первый шаг в модельном бизнесе, а позже через агентство Zoli получила контракт в Японии, где проработала пять лет.

## Сотрудничество с Майклом Джексоном
Тамбтзен приобрела известность благодаря музыкальному видеоклипу Майкла Джексона на песню «The Way You Make Me Feel» с студийного альбома Bad, где она исполнила роль возлюбленной Джексона. Она сопровождала Джексона в его турне и на церемонии вручения «Грэмми» и стала известна, как первая женщина, которую Джексон поцеловал публично; это произошло на концерте в 1988 году. По её собственным словам, она была вскоре уволена за ответную попытку его поцеловать.

## Дальнейшая судьба
Ещё до сотрудничества с Джексоном Тамбтзен начала пробоваться на роли в кино, а позже снялась в нескольких кинофильмах (в том числе «Идеальная модель», англ. The Perfect Model, и «Кризис личности», англ. Identity Crisis) и сериалах в ролях второго плана. Она работала в телешоу «Другой мир». История Татьяны Тамбтзен рассказана в вышедшей в 1996 году книге Once More With Feeling вместе с историями трёх других молодых женщин, приехавших покорять Голливуд, но столкнувшихся с изнанкой «фабрики грёз». Позже она выпустила автобиографическую книгу The Way He Made Me Feel о периоде своей жизни, связанном с Майклом Джексоном (название книги отсылает к названию видеоклипа, где Тамбтзен снялась с Джексоном). В этой второй книге она признаётся, что лгала прессе о том, что между ней и Джексоном любовная связь, во время скандала 2003 года, когда тот обвинялся в совращении несовершеннолетних.